# Michel de l'Hôspital
Michel de L'Hôspital (Aigueperse, 1505 circa – Champmotteux, 13 marzo 1573) è stato uno scrittore e politico francese.
Fu consigliere al Parlamento di Parigi, ambasciatore al Concilio di Trento, sovrintendente delle finanze e infine cancelliere di Francia. Cercò con tutte le sue forze di placare gli odi religiosi e di evitare gli spargimenti di sangue.

## Biografia

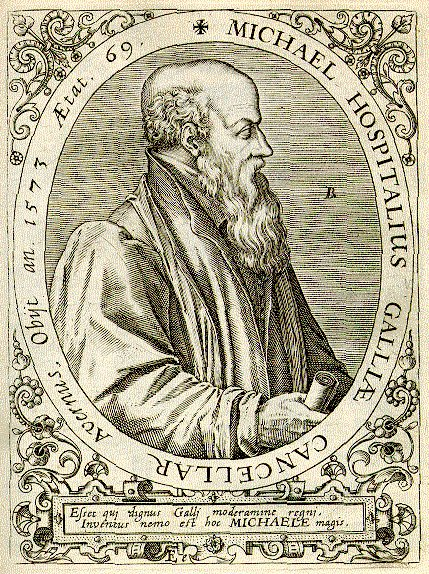

Michel de l'Hôspital nacque verso il 1505 a Aigueperse, in Alvernia, da Jean, medico di Chiara Gonzaga, madre di Carlo di Borbone-Montpensier, poi connestabile di Francia sotto re Francesco I. Implicato, mentre faceva i suoi studi di diritto a Tolosa, nelle persecuzioni contro il connestabile, fu imprigionato, poi liberato per ordine di Francesco I e finì i suoi studi in Italia. Ritornato in Francia, entrò nell'ordine degli avvocati; e, dopo avere sposato nel 1537 la figlia del luogotenente criminale Morin, la quale gli portò in dote una carica di consigliere al parlamento di Parigi, nella magistratura. Incaricato dal cancelliere Olivier di rappresentare la Francia durante 16 mesi al Concilio di Trento (1547-48), divenne poi presidente del consiglio di Margherita di Valois, duchessa di Berry, figlia di Enrico II; poi lasciò il parlamento, divenne referendario al Consiglio di stato (maître des requêtes), sovraintendente delle finanze, il 6 febbraio 1554, primo presidente della Corte dei Conti, e in ultimo, nel 1560, dopo la morte di Olivier, cancelliere di Francia.
È piuttosto difficile precisare i suoi principi politici: la sua carriera fino al 1560 dimostra che egli aveva saputo in genere utilizzare gli appoggi più diversi pur di farsi strada. Agente della regina madre Caterina de' Medici, nella sua funzione di cancelliere, ne servì i progetti intesi a neutralizzare, a profitto del potere monarchico, i due partiti in lotta fra loro: gli ugonotti e i cattolici. In questo senso l'editto di Romorantin del maggio 1560, con l'attribuire ai vescovi la cognizione del delitto di eresia, impedì innanzi tutto una ripresa dei rigori dell'inquisizione in Francia. La convocazione degli Stati Generali a Orléans, nel dicembre del 1560, portò alla proclamazione della reggenza di Caterina de' Medici, con l'assistenza del re di Navarra come luogotenente generale del regno, poi alla pubblicazione della saggia ordinanza detta di Orléans, del gennaio 1561, piano di riforme interne, sia nel campo amministrativo giudiziario, sia nel campo ecclesiastico (fra l'altro vi si stabilisce l'abolizione del concordato del 1516 con la curia romana). Il cancelliere rifiutò nel 1561 di fare procedere all'esecuzione del principe di Condé, implicato nella congiura di Amboise, e di fare inserire nel bollario la sentenza di scomunica di papa Paolo IV contro la regina di Navarra, Giovanna d'Albret. Agli sforzi fatti da L'Hôspital  è dovuto l'editto del luglio 1561 che sospendeva le persecuzioni per motivi religiosi; poi il colloquio di Poissy (agosto 1561) fra i teologi cattolici e protestanti. Se egli non aderì alla riforma, sua moglie, sua figlia e suo genero avevano abbracciato la nuova fede; e non c'è da meravigliarsi che il papa chiedesse il suo allontanamento, negato da Caterina de' Medici. Ma egli fu escluso dal Consiglio, quando, contro la sua volontà, fu decisa dal triumvirato cattolico la guerra civile. Continuò tuttavia a essere cancelliere, e ritornò a corte quando fu promulgato l'editto di Amboise (marzo 1563), dopo la prima guerra civile. Grazie alle sue sollecitudini, fu proclamata la maggiore età di Carlo IX al parlamento di Rouen. Accompagnò il giovane re nel suo viaggio attraverso il regno, dal gennaio 1564 al maggio 1566; ma, mentre egli era in questo viaggio, in seguito al colloquio di Bayonne fra il duca d'Alba e Caterina de' Medici, questa cominciò a dimostrargli minore fiducia. Tuttavia fu ancora opera sua la grande ordinanza di Moulins, del 1566, assai importante per le decisioni in materia amministrativa e finanziaria che conteneva. Alla vigilia della terza guerra civile nel 1568, L'Hôspital lasciò la corte; qualche mese dopo la notte di San Bartolomeo, il 1º febbraio 1573, gli furono strappate le dimissioni dalla carica di cancelliere; egli morì poco dopo, presso Étampes, il 13 marzo 1573.
Come giurista, L'Hôspital impresse la sua forte personalità negli editti e ordinamenti emessi durante i regni di Francesco II e di Carlo IX; come umanista, coltivò con grazia la poesia latina e la letteratura epistolare. Come uomo politico si è troppo esaltata la sua figura, come quella di un precursore dell'idea di tolleranza religiosa, mentre le direttive furono in realtà date da Caterina de' Medici, tollerante nei primi tempi ma per motivi politici: tuttavia occorre riconoscere ch'egli fu buon collaboratore della regina, che si oppose alle violenze dei partiti, si sforzò d'impedire la guerra civile, di limitare le esigenze di Roma e le ambizioni degli Spagnoli, di riorganizzare la giustizia e l'amministrazione.

## Opere
- Harangues
- Traité de la réformation de la justice
- Harangues, mercuriales et remontrances
- Mémoire sur la nécessité de mettre un terme à la guerre civile (1570)
- Le but de la guerre et de la paix (1570)
- Poésies (1585)
- Discours pour la majorité de Charles IX et trois autres discours, Paris 1995
- Editto Istitutico delle giurisdizioni commerciali